# HCS観光
H.CS観光は北海道札幌市清田区平岡1条2丁目を本拠地とし、北広島・北見・青森・仙台・新潟・東京・大阪・岡山に営業拠点を置くトラック輸送会社「光駿輸送株式会社」のグループ企業。
新型車両を積極的に導入している観光貸切バス専門の会社。日野のバスの導入が多いが三菱のバスも数台保有している。
旅行業も取得した。

## 関連会社
- 光駿運送株式会社
- 光駿トレーラー輸送株式会社
- サッポロコーシュン株式会社
- コーシュンコーポレーション株式会社